# Midnight Express
Midnight Express är en amerikansk-brittisk fängelse-dramafilm från 1978 i regi av Alan Parker.
Filmen hade biopremiär i Storbritannien den 10 augusti 1978 och i USA den 6 oktober 1978 och handlingen är löst baserad på verkliga händelser.

## Handling
Amerikanen Billy Hayes (Brad Davis) anhålls av polis på flygplatsen i Istanbul när han försöker smuggla ut två kilo hasch ur Turkiet den 6 oktober 1970. Fängelsedomen blir fyra år och förhållandena i det turkiska fängelset är extrema. Femtiotre dagar innan hans frigivning förlängs hans straff till trettio år och hans enda chans att undkomma med livet i behåll är att försöka rymma till Grekland.

## Medverkande
| Brad Davis       | – Billy Hayes                 |
| Irene Miracle    | – Susan                       |
| Bo Hopkins       | – "Tex"                       |
| Paolo Bonacelli  | – Rifki                       |
| Paul L. Smith    | – Hamidou                     |
| Randy Quaid      | – Jimmy Booth                 |
| Norbert Weisser  | – Erich                       |
| John Hurt        | – Max                         |
| Kevork Malikyan  | – Åklagaren                   |
| Yashaw Adem      | – Polischefen vid flygplatsen |
| Mike Kellin      | – Mr Hayes                    |
| Franco Diogene   | – Yesil                       |
| Michael Ensign   | – Stanley Daniels             |
| Gigi Ballista    | – Domaren                     |
| Peter Jeffrey    | – Ahmet                       |
| Michael Yannatos | – Översättare vid domstolen   |

## Produktion och distribution
Filmen är inspelad på Malta. Det som utgör fängelset i filmen är i själva verket Fort St. Elmo, som ligger i Valletta.
I Sverige hade filmen premiär på biograf Astoria i Stockholm den 16 september 1978.